# جلیل سازگارنژاد
‌
جلیل سازگارنژاد (زادهٔ ۱۳۳۳ در شیراز) نمایندهٔ حوزهٔ انتخابیهٔ شیراز در دورهٔ ششم مجلس شورای اسلامی بوده‌است.